# دومينيك جاك دي إيرينز
دومينيك جاك دي إيرينز (17 مارس 1781 – 30 مايو 1840) كان جنرالًا وسياسيًا ومديرًا هولنديًا، والحاكم العام لجزر الهند الشرقية الهولندية وفارس وسام ويليام العسكري.

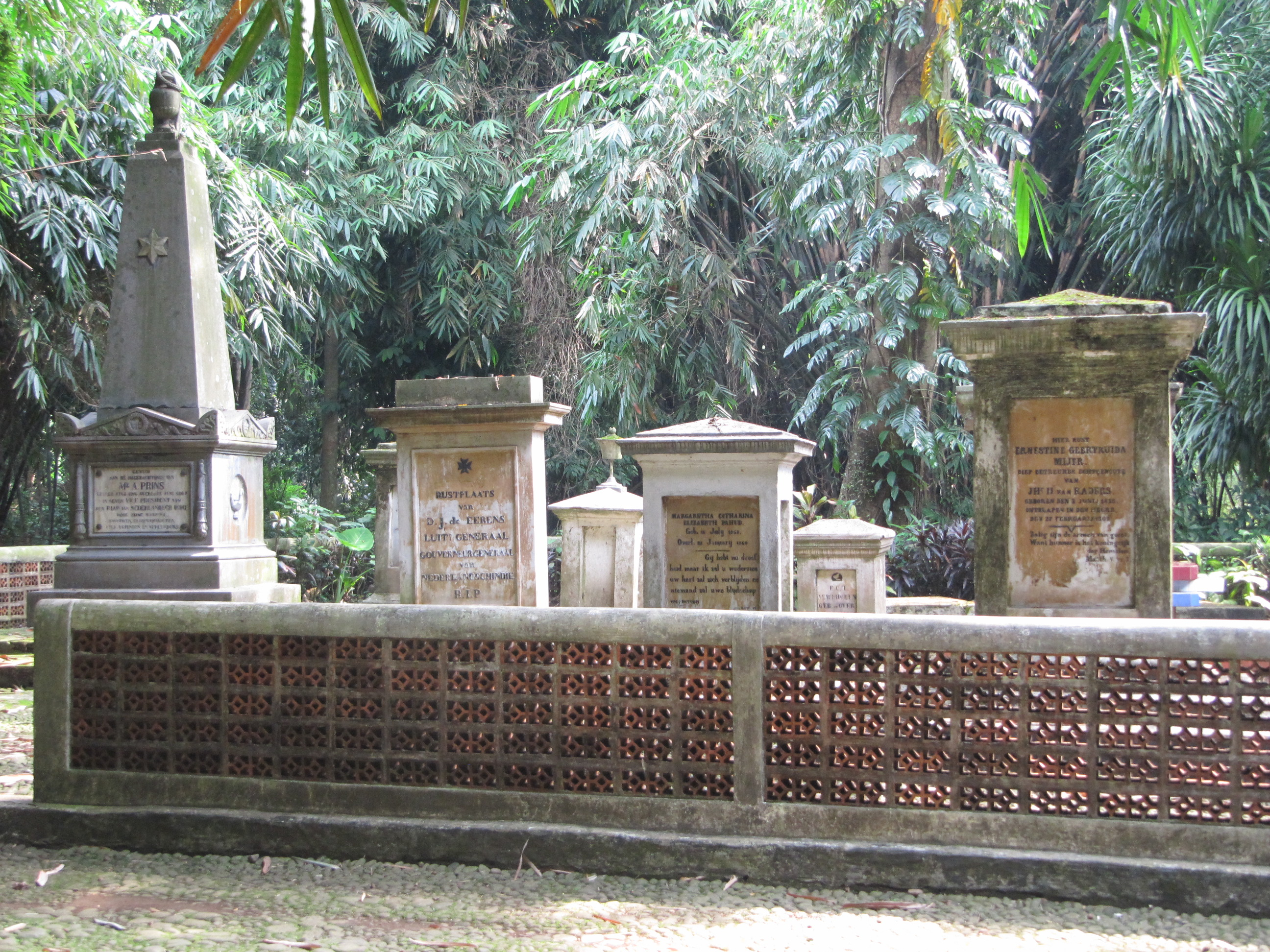
قبر دي إيرينز (الثاني من اليسار) في بوجور في العام 2013